# Corancy
Corancy ist eine französische Gemeinde mit 281 Einwohnern (Stand 1. Januar 2022) im Département Nièvre in der Region Bourgogne-Franche-Comté (vor 2016 Bourgogne). Sie gehört zum Arrondissement Château-Chinon (Ville) und zum Kanton Château-Chinon. Die Einwohner werden Corancycois genannt.

## Geographie
Corancy liegt etwa 90 Kilometer südsüdöstlich von Auxerre an der Yonne. Umgeben wird Corancy von den Nachbargemeinden Chaumard im Nordwesten und Norden, Planchez im Norden und Nordosten, Lavault-de-Frétoy im Osten, Arleuf im Südosten, Château-Chinon im Süden, Saint-Hilaire-en-Morvan im Südwesten sowie Châtin im Westen.

## Bevölkerungsentwicklung
| Jahr                       | 1962 | 1968 | 1975 | 1982 | 1990 | 1999 | 2006 | 2019 |
| Einwohner                  | 546  | 484  | 428  | 419  | 404  | 366  | 362  | 285  |
| Quellen: Cassini und INSEE |      |      |      |      |      |      |      |      |

## Sehenswürdigkeiten
- Kirche Saint-Euphrône aus dem 15./16. Jahrhundert
- Kapelle von Faubouloin aus dem 16. Jahrhundert
- Schloss Neuvelle aus dem 17. Jahrhundert
- Burgruine aus dem 14. Jahrhundert (genannt gräfliches Haus)

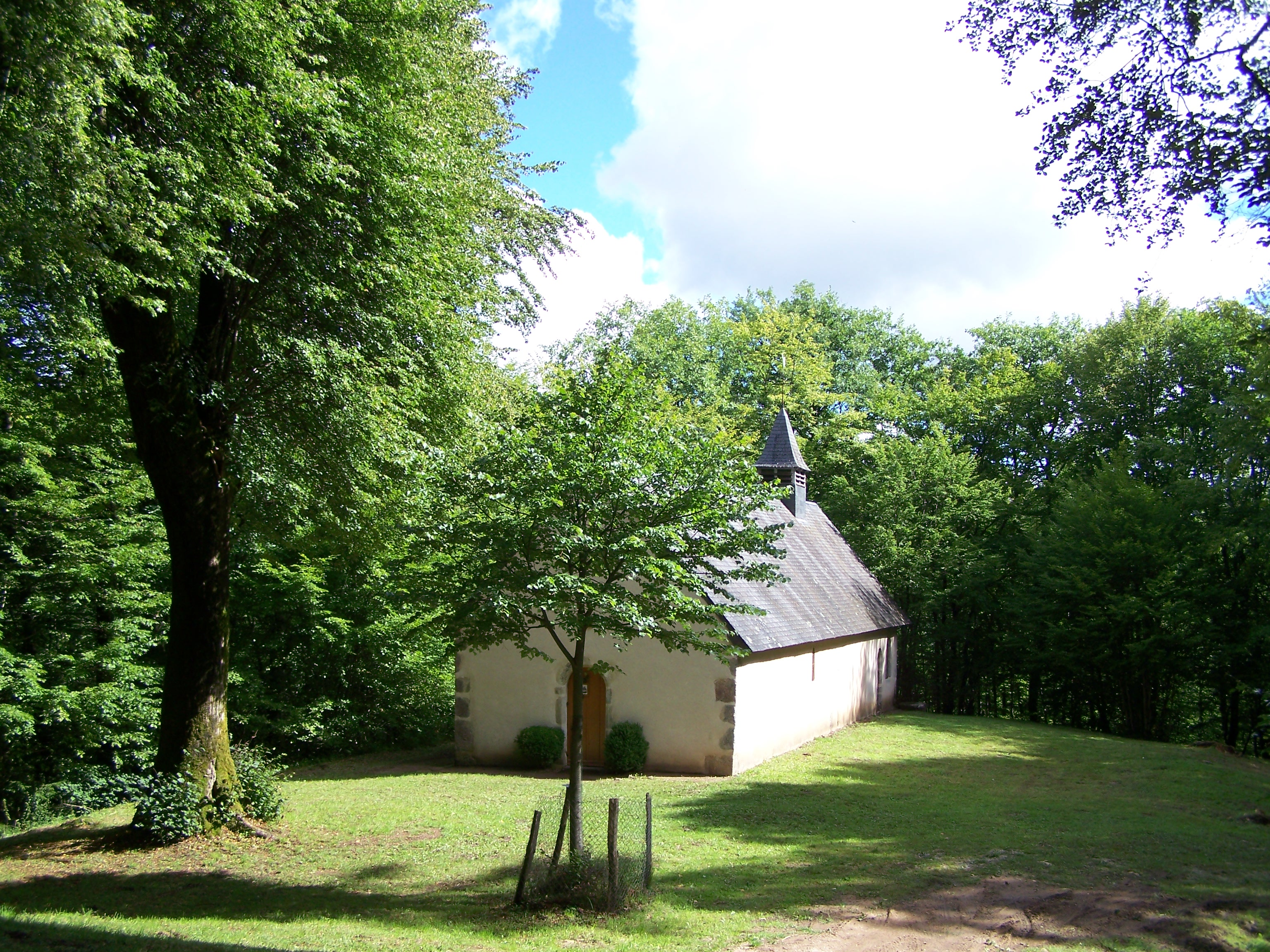
Kapelle von Faubouloin